# یوزف سکوکو
یوزف سکوکو (انگلیسی: Josip Skoko؛ زادهٔ ۱۰ دسامبر ۱۹۷۵) یک بازیکن فوتبال اهل استرالیا است.
وی همچنین در تیم ملی فوتبال استرالیا بازی کرده‌است.